# 拉夫洛克 (内华达州)
拉夫洛克（Lovelock）位于美国内华达州西部，是潘兴县的县治。
根据2000年美国人口普查，共有2,003人，其中白人占76.49%、土著美国人占7.14%。